# Fussy
Fussy is een gemeente in het Franse departement Cher (regio Centre-Val de Loire). De plaats maakt deel uit van het arrondissement Bourges. Fussy telde op 1 januari 2022 1.914 inwoners.

## Geografie
De oppervlakte van Fussy bedroeg op 1 januari 2022 11,08 vierkante kilometer; de bevolkingsdichtheid was toen 172,7 inwoners per km².
De onderstaande kaart toont de ligging van Fussy met de belangrijkste infrastructuur en aangrenzende gemeenten.

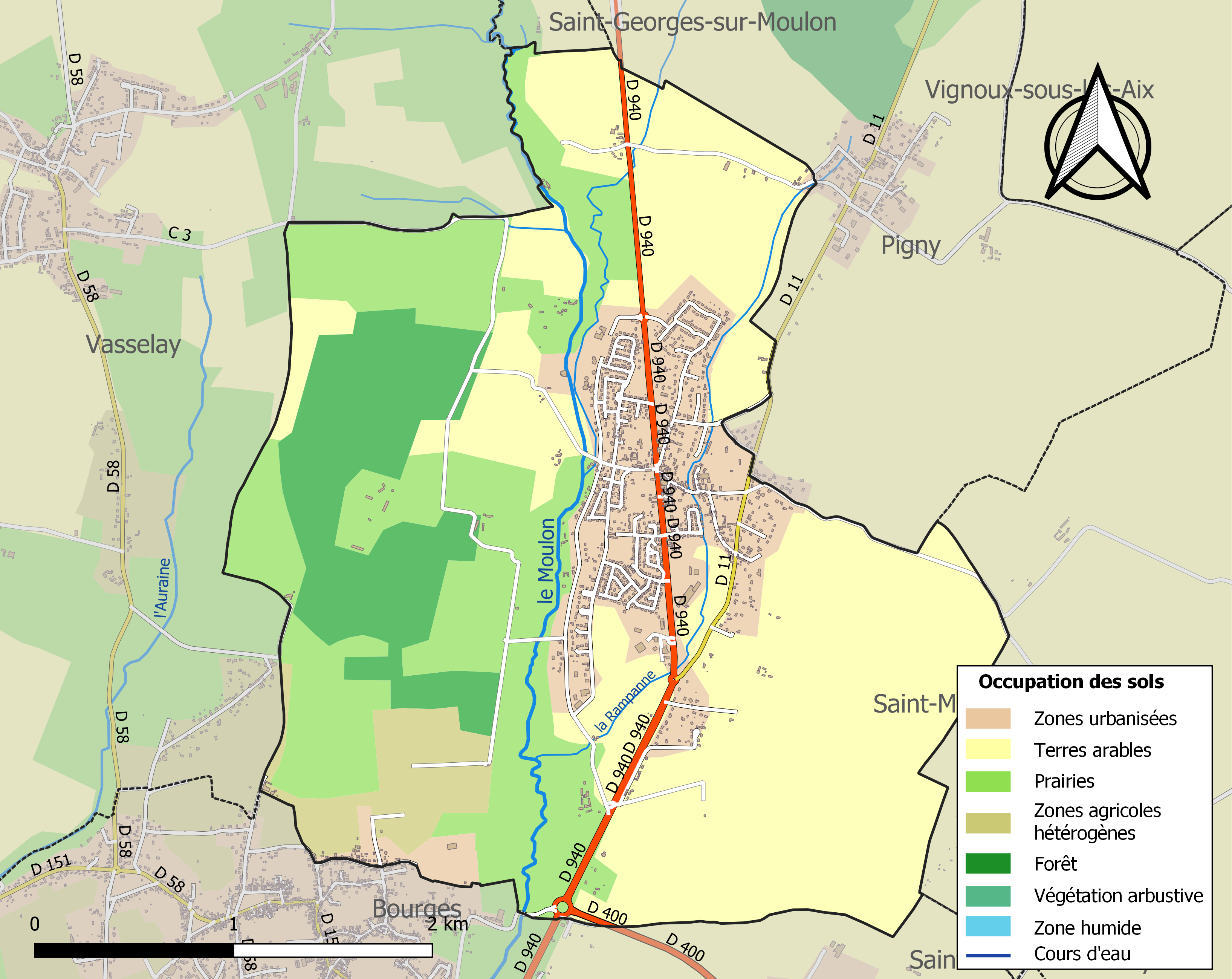

## Demografie
Onderstaande figuur toont het verloop van het inwonertal (bron: INSEE-tellingen).